# Émile Verdet
Marcel Émile Verdet (Nîmes, 13 de março de 1824 – Avinhão, 3 de junho de 1866) foi um físico francês.

## Carreira
Trabalhou em magnetismo e óptica, editando as obras de Augustin-Jean Fresnel. Verdet fez muito para defender a teoria inicial da conservação de energia na França por meio de sua supervisão editorial dos Annales de chimie et de physique.
A constante de Verdet leva seu nome.

## Publicações
- Leçons d'optique physique. Tome I (G. Masson, 1872)
- Leçons d'optique physique. Tome II (G. Masson, 1872)
- Recherches sur les propriétés optiques développées dans les corps transparents par l'action du magnétisme (Mallet-Bachelier, 1854)
- Théorie mécanique de la chaleur. Tome I (G. Masson, 1878)
- Théorie mécanique de la chaleur. Tome II (G. Masson, 1878)
- Conférences de physique faites à l'Ecole Normale (Masson, 1872)
- Conférences de physique faites à l'Ecole Normale. Deuxième partie (Masson, 1872)